# Presbytère de Balignicourt
Le presbytère de Balignicourt est un presbytère situé à Balignicourt, en France.

## Localisation
Le presbytère est situé sur la commune de Balignicourt, dans le département français de l'Aube.

## Historique
L'édifice, construit au dix-huitième siècle, est inscrit au titre des monuments historiques en 1984.